# Ca' Masieri
Ca 'Masieri est un bâtiment civil vénitien situé dans le quartier Dorsoduro, sur le Grand Canal, près du Palazzo Balbi.

## Histoire
Le bâtiment abrite des activités liées à l'Université IUAV. Initialement, les rénovations ont été confiées par Angelo Masieri à Frank Lloyd Wright, qui n'avait cependant aucun moyen de s'y consacrer. En 1968, Carlo Scarpa a été chargé de rénover le bâtiment: en raison de l'opposition et des difficultés, le projet n'a été approuvé qu'en 1973. Les travaux ont été poursuivis par une équipe spécialisée. La façade est restée inchangée mais détachée des sols, l'intérieur a été révolutionné et un nouveau sol a été créé. L'inauguration a eu lieu en 1983. Siège pendant une longue période des Archives de l'Université, il a été converti en nouveau siège de l'Université IUAV.

## Architecture
Petit bâtiment de forme triangulaire caractéristique, il surplombe la voûte du Grand Canal avec une façade en brique, caractérisée par un grand nombre de fenêtres et un important portail d'eau. Les cheminées sont également remarquables, rappelant celles de Ca 'Dario.